# Henny Lamers
Hermanus Johannes Gerardus Lambertus Maria Lamers (Henny) (Huissen, 6 juni 1941) is een Nederlandse astronoom en sterrenkundepopularisator. Hij is emeritus hoogleraar Astrofysica en ruimteonderzoek aan de Universiteit van Amsterdam en de Universiteit Utrecht. De planetoïde 12635 hennylamers is naar hem vernoemd.

## Opleiding en carrière
Lamers studeerde natuurkunde en sterrenkunde aan de Radboud Universiteit in Nijmegen (van 1962 tot 1965), als eerste student sterrenkunde, en aan de Universiteit Utrecht (van 1965 tot 1967). Hij promoveerde in 1974 in Utrecht bij Kees de Jager op het proefschrift Studies on the structure and stability of extended stellar atmospheres. In 1975 en 1976 deed hij als postdoc onderzoek aan de Princeton-universiteit, waar hij betrokken was bij de ontdekking van sterwinden en massaverlies van hete sterren met de Copernicus-satelliet. In 1976 keerde hij terug naar Nederland en ging hij bij SRON onderzoek leiden dat gebaseerd was op ultravioletwaarnemingen met onder andere de International Ultraviolet Explorer. In 1984 werd Lamers door de Universiteit Utrecht benoemd tot hoogleraar astrofysica met als aandachtsveld ruimteonderzoek.  In 2006 ging hij met emeritaat. Toen in 2012 de Universiteit Utrecht stopte met sterrenkunde, verhuisde Lamers mee naar de Universiteit van Amsterdam.

## Onderzoek
Henny Lamers onderzocht onder andere sterevolutie, sterrenwinden en massaverlies bij sterren. Ook deed hij onderzoek met de ruimtetelescoop Hubble naar sterrenhopen en botsende sterrenstelsels. Lamers publiceerde meer dan 450 wetenschappelijke artikelen in internationale vaktijdschriften. Hij is redacteur van zeven boeken waaronder  Formation and Evolution of Massive Young Star Clusters (2004) en Stellar Evolution at Low Metallicity: Mass Loss, Explosions, Cosmology (2006). Hij is co-auteur van twee studieboeken: Introduction to Stellar Winds (Lamers en Cassinelli, 1999), en Understanding Stellar Evolution (Lamers en Levesque, 2017). Lamers begeleidde meerdere promovendi die inmiddels hoogleraar zijn, zoals Rens Waters, Lex Kaper en Alex de Koter. 

## Onderwijs en popularisatie
Tussen 1974 en 2006 gaf Lamers colleges aan de Universiteit Utrecht en aan het Utrecht University College. Tot 2020 was hij gastdocent en gasthoogleraar aan diverse universiteiten in de Verenigde Staten (onder andere langere tijd bij de Universiteit van Colorado, bij het Space Telescope Science Institute in Baltimore, de Universiteit van Wisconsin en bij de Universiteit van Washington). Verder gaf Lamers series gastcolleges in België, Frankrijk, Italië, Brazilië, Chili en Zuid-Korea. 
Lamers was de eerste voorzitter van de Minnaert-commissie voor popularisatie van de sterrenkunde in Nederland. Hij gaf meer dan 900 publiekslezingen, ook in het buitenland, (o.a. in Botswana, Chili, Frankrijk, Namibie, Suriname, Tanzania, USA, Zuid-Afrika en Zwitserland). Hij publiceerde meer dan 25 populaire artikelen, schreef vijf AstroBoekjes voor een algemeen publiek en werkte mee aan leerboeken voor 5 havo en 6 vwo. .  Sinds 2014 geeft hij over diverse onderwerpen HOVO sterrenkunde cursussen voor ouderen aan de universiteiten in Utrecht, Nijmegen, Leiden en Amsterdam (VU).  

## Prijzen en onderscheidingen (selectie)
- 2023: Gold medal of the Chambliss Astronomical Writing Award voor het studieboek "Understanding   Stellar Evolution" (H.J.G.L.M. Lamers en E.M. Leveque; Publ American Astronomical Society)
- 2014: Erelid van de American Astronomical Society[10]
- 2014: Planetoïde 12635 wordt naar Henny Lamers vernoemd
- 2003: Lid van de KNAW[11]
- 1983: NASA Group Achievement Award (voor Balloon Ultraviolet Stellar Spectrograph project)
- 1980: Pastoor Schmeitsprijs (eerste winnaar)